# Pleasant Bay (zatoka Zatoki Świętego Wawrzyńca)
Pleasant Bay – zatoka (ang. bay) Zatoki Świętego Wawrzyńca w kanadyjskiej prowincji Nowa Szkocja, w hrabstwie Inverness; nazwa urzędowo zatwierdzona 2 listopada 1937.